# Гольдингер, Екатерина Васильевна
Екатерина Васильевна Гольдингер (30 октября (11 ноября) 1881, Москва — 18 ноября 1973, Москва) — русская и советская художница, искусствовед, мемуаристка.

## Биография
Приёмная дочь семьи известных русских врачей Окуньковых-Гольдингеров. Сама Екатерина Васильевна утверждала, что она — дочь Николая Дмитриевича Панова (1832—1895), удочерённая хирургом Василием Петровичем Гольдингером (1850—?) и Зинаидой Николаевной Окуньковой после смерти матери (её родная мать умерла при родах или вскоре после них).
Живописи обучалась у К. А. Савицкого (1896), затем у Л. О. Пастернака. С 1905 года художественное образование продолжала в Париже — у Мерсона и Ф. Кормона.
С 1904 года начала участвовать в выставках. Экспонировалась на выставках Московского общества любителей художеств (1904–1905), Весенних выставках в залах ИАХ (1904—1906), Московского товарищества художников (1905—1918 и 1924), Союза русских художников (1910, 1911, 1913—1915, 1922—1923), Нового общества художников (1910 и 1917). Участвовала также в зарубежных выставках: Всемирной выставки в Риме (1910), XIV Международной выставки искусств в Венеции (1924).
Жила в Москве, в Большом Ржевском переулке, в собственном доме. Создавала портреты, пейзажи, натюрморты, жанровые композиции; много работала в техниках пастели и акварели. В 1910-х годах по заказу издательства «И. Кнебель» выполнила иллюстрации к сказкам братьев Гримм, Х. К. Андерсена, арабским сказкам.
В 1918—1921 годах училась на историко-филологическом факультете Московского университета, работала в комиссии Наркомпроса по описанию национализированных художественных коллекций; оформляла спектакли, работала в книжной иллюстрации.
В советские годы участвовала во 2-й выставке картин профессионального союза художников-живописцев (1918), 4-й государственной выставке картин (1919), «22 художников» (1927), художественных произведений к 10-летнему юбилею Октябрьской революции (1928) в Москве; также — в выставке картин, скульптуры и художественной индустрии в Рязани (1918), 1-й государственной выставке искусства и науки в Казани (1920), «Художники РСФСР за XV лет» в Ленинграде (1932—1933) и других.
Знатокам русского искусства Е. В. Гольдингер известна, прежде всего, как искусствовед. В 1923—1939 годах она была хранителем французского отдела картинной галереи в Музее изящных искусств (Государственный музей изобразительных искусств им. А. С. Пушкина), затем работала в Музее-усадьбе «Кусково».
Написала монографию о И. П. Аргунове, преподавала в МГУ. В последние годы жизни описала свой родной Большой Ржевский переулок — один и тот же дом и двор при разном освещении и в разное время года.
Персональные выставки Е. В. Гольдингер состоялись в 1961 и 1971 годах в Москве. 
Умерла в 1973 году. Урна с прахом захоронена в колумбарии на Николо-Архангельском кладбище.
После себя она оставила богатое творческое наследие и воспоминания «Трудный путь», часть которых, благодаря усилиям искусствоведа В. А. Десятникова, были изданы в 1997 году в сборнике «С крестом и без креста», посвящённом 850-летию Москвы.
На выставке «Галереи искусств Даев 33» в 2007 году были впервые представлены её 38 живописных и графических работе. Многие её произведения хранятся в собраниях ряда региональных государственных музеев, в Государственной Третьяковской галерее, ГМИИ им. А. С. Пушкина, в Литературном и Театральном музеях и в частных коллекциях.